# Парадокс Фермі
Парадо́кс Фе́рмі — парадокс, запропонований фізиком Енріко Фермі в 1950 році, який вказує на суперечність між високою ймовірністю існування позаземних цивілізацій і відсутністю їхніх слідів. Рівняння Дрейка, що дає оцінку кількості позаземних цивілізацій, з котрими ми могли би вступити в контакт, дає досить високий шанс на таку зустріч, виходячи з потенційної кількості землеподібних планет. З цього логічно судити, що на старших за Землю планетах розумне життя виникло раніше та вже мало би поширитися Всесвітом достатньою мірою, щоб це помітили люди. Проте ні переконливих сигналів інших розумних істот, ні їхніх апаратів або інших свідчень існування не знайдено.
Парадокс можна підсумувати так: Поєднання поширеної віри в те, що у Всесвіті існує значна кількість технологічно розвинутих цивілізацій, із відсутністю яких-небудь спостережень, котрі б її підтверджували, є парадоксальним і веде до висновку, що або наше розуміння природи, або наші спостереження неповні та помилкові.

## Зміст парадоксу

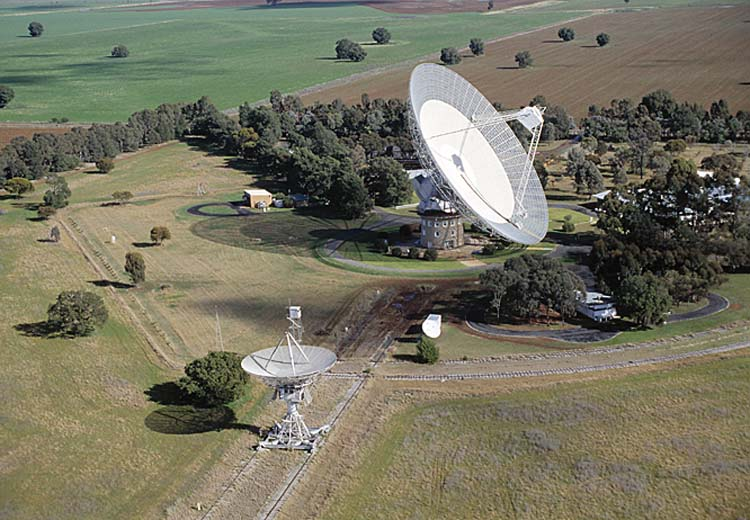
Спостереження із використанням радіотелескопів відіграють важливу роль в дослідженнях парадоксу Фермі

Свою назву парадокс отримав від фізика, лавреата Нобелівської премії Енріко Фермі, хоча особисто він лише загально описав проблему відсутності слідів іншопланетян: якщо вони існують, то вже мали би бути виявлені, проте цього чомусь не сталося.
Згідно з рівнянням Дрейка, розробленим у 1961 році, у Всесвіті, зокрема і в галактиці Чумацький Шлях, повинно бути багато інших розумних істот, і зустріч з ними вже мала би статися. По-перше вік Землі порівняно малий проти віку Всесвіту (близько 4,5 млрд років проти близько 13,8 млрд), тому є високі шанси на виникнення розумного життя на інших, старших планетах. По-друге навіть при користуванні космічними технологіями тогочасного земного рівня (апаратами з хімічними реактивними двигунами) навіть єдина іншопланетна цивілізація мала би поширити їх по галактиці за порівняно невеликий термін. Декілька авторів дали свої оцінки того, скільки часу потребувала б така цивілізація аби колонізувати всю галактику, їхні оцінки коливаються між 5 та 50 млн років — відносно мізерний проміжок часу, порівняно з віком планет.

## Історія ідеї

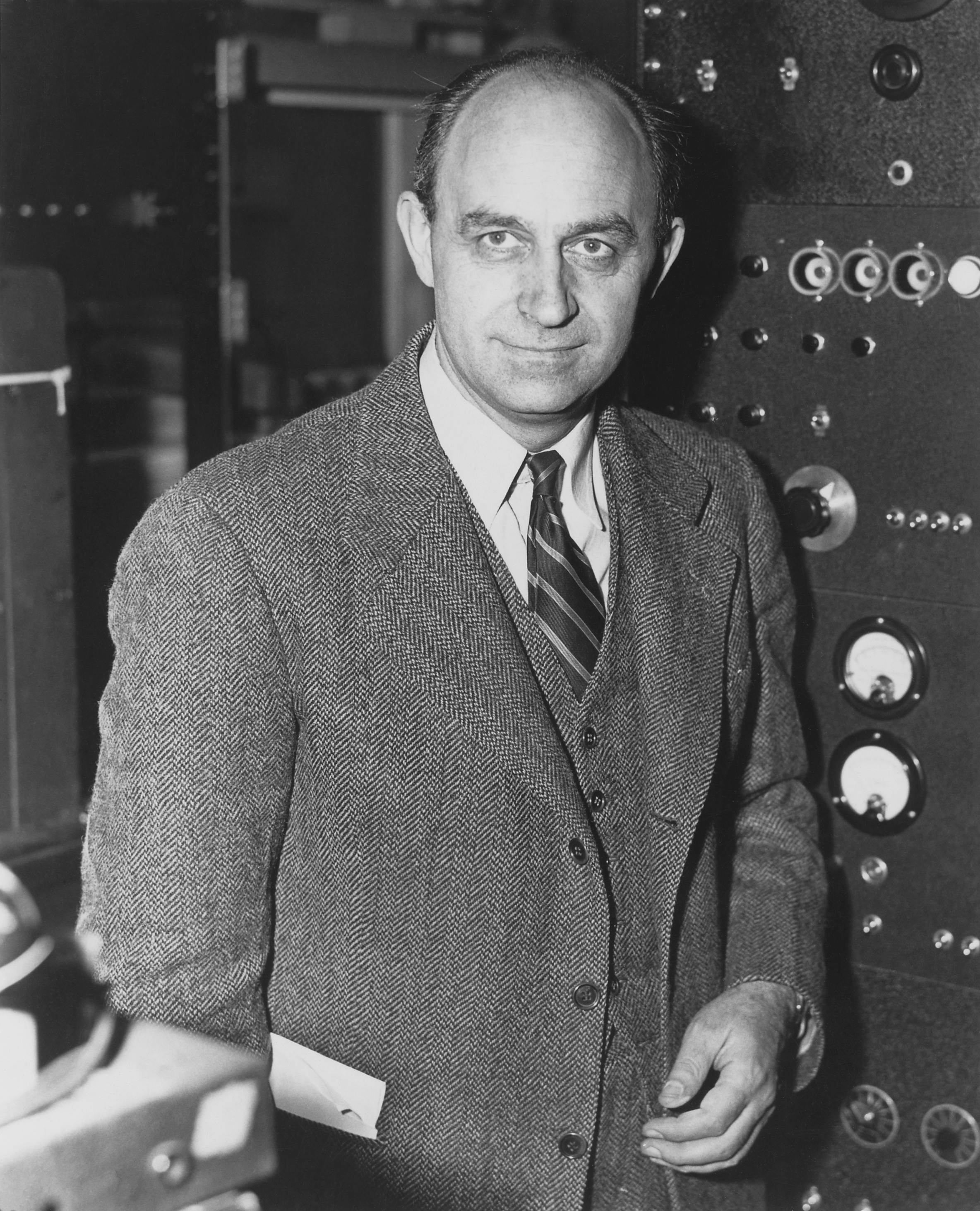
Енріко Фермі

Легенда стверджує, що Енріко Фермі спонукав до ідеї про парадокс обід із колегами в 1950 році, коли він запитав «Де всі?» Тоді Фермі відвідував Лос-Аламоську національну лабораторію з іншими американськими дослідниками: Емілем Конопінським, Едвардом Теллером і Гербертом Йорком. Вони завели мову про НЛО та жарти щодо іншопланетян, які нібито крадуть сміттєві баки. Вчені погодилися, що пояснювати незрозумілі події втручанням іншопланетян дуже зручно, проте лишається питання: де переконливі докази існування позаземних цивілізацій? Як висновок прозвучала ідея, що іншопланетяни напевне існують, однак цивілізації або надто далеко одні від одних, або Земля єдина в незаселеному регіоні космосу.
Подібну ідею висловлював у 1933 році Костянтин Ціолковський, який вважав Усесвіт наповненим цивілізаціями, проте пояснював відсутність свідчень їхнього існування високим розвитком цих цивілізацій, які зумисне обмежують спілкування з недозрілими до контактів землянами. На його думку, люди — це дикуни порівняно зі своїми сусідами, і контакти з іншими цивілізаціями принесуть їм лише шкоду, поки людство саме не доросте до них.
Фермі помер у 1954 році, тому дослідження та пояснення ідеї випало на плечі інших людей, таких як Майкл Гарт, який написав статтю «Пояснення відсутності іншопланетян на Землі» в «Quarterly Journal» Королівського астрономічного товариства в 1975 році. Як писав Гарт у анотації до статті, найлогічнішим пояснення того, що іншопланетян не спостерігається, є те, що їх не існує. Проте він зазначив, що необхідні додаткові дослідження в галузі біохімії, формування планет і атмосфери, щоб уточнити відповідь.
Френк Тіплер, професор фізики в Університеті Тулейн, продовжив аргумент Гарта в 1980 році, написавши статтю «Позаземні розумні істоти не існують», також опубліковану в «Quarterly Journal». Основна частина його статті стосувалася того, як отримати ресурси для міжзоряних подорожей. За його припущеннями, міжзоряні польоти мали б здійснювати автоматичні самовідтворювані апарати, керовані штучним інтелектом, а не живі істоти. Оскільки на Землі ніколи не було знайдено доказів існування таких апаратів, Тіплер стверджував, що люди, ймовірно, єдині розумні істоти. Він також критикував пояснення НЛО як іншопланетних апаратів, вказуючи, що для цього немає переконливих підстав і віра в позаземне походження НЛО нагадує релігійну віру.

## Аргументація щодо тверджень принципу Фермі

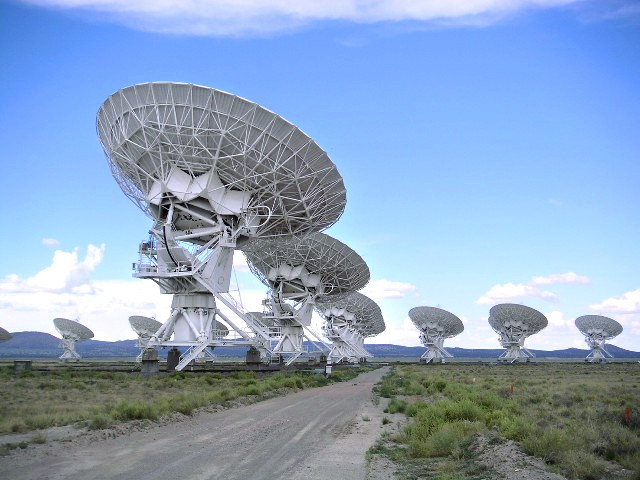
Радіотелескоп Very Large Array, Нью-Мексико, США

### Відсутність радіопередач із космосу
За наявності достатнього часу на розвиток, інтенсивність радіопередач будь-якої достатньо розвиненої цивілізації з часом перевищить випромінювання її зорі в цьому діапазоні. Оскільки радіохвилі є простим і дешевим засобом зв'язку, можна очікувати, що кожна технологічно розвинута цивілізація використовуватиме хоча б частину цього спектру в часі свого розвитку. І хоча пасивне прослуховування галактики триває вже понад сто років, досі не виявлено жодної зорі із незвичними характеристиками в спектрі радіохвиль, що могло б свідчити про наявність розвиненої цивілізації.

### Відсутність позаземних артефактів
Життя має тенденцію розвиватися та поширюватися, щоб заповнити всі доступні середовища. Галактика — це велика ніша, заселення якої гарантує цивілізації виживання. Колонізувати простір за межами рідної планети закономірно та раціонально. Позаземному розумному життю було б вигідно виконувати розвідку та колонізацію не особисто, а автоматичними апаратами. З таким завданням упоралися б самовідтворювані зонди. Ми проте не спостерігаємо чужих апаратів або якихось інших матеріальних свідчень позаземного розуму.

### Рідкісність землеподібних планет
За 30 років (з 1992) відкрито понад 5 тис. екзопланет, але тільки 29 із них потенційно можуть підтримувати життя, схоже на земне, зважаючи на їхній розмір і розташування. Та однією з головних умов життя є наявність води та атмосфери, здатної її утримувати, а поширеність цих характеристик усе ще невідома.

### Антропний принцип
Антропний принцип стверджує, що життя у відомій нам формі можливе тільки через поєднання багатьох факторів, враховуючи значення фізичних констант, космогонію тощо. Згідно з антропним принципом, життя на Землі було б неможливим, якби будь-який із численних параметрів фізичного Всесвіту хоч трохи відрізнявся. Тому поява життя чи розумного життя десь іще дуже малоймовірна. Це твердження може формулюватися в радикальніші формі: Всесвіт саме такий, яким ми його знаємо, тому що існування людей у ньому з якоїсь причини необхідне.

## Розв'язання парадоксу

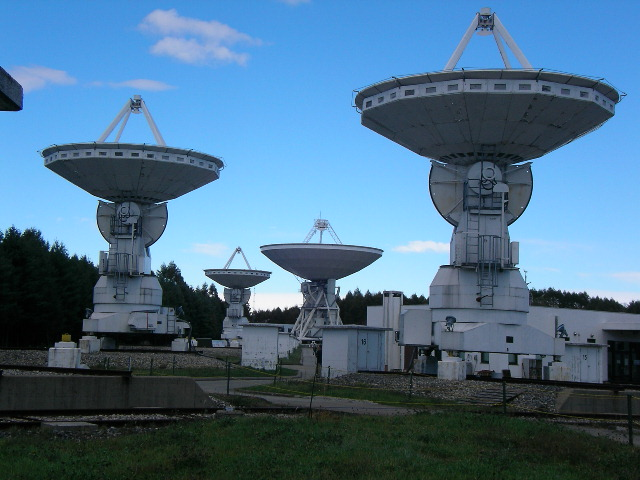
Пошуки позаземних сигналів можуть не увінчатися успіхом, оскільки їхні джерела надто віддалені

### Неможливість далеких космічних комунікацій
Майкл Гарт розглядав можливість того, що іншопланетяни ніколи не відвідували Землю через фізичні труднощі, які роблять космічні подорожі неможливими. Ці труднощі можуть бути пов'язані з астрономією, біологією чи інженерією. Тож якщо розвинуті цивілізації за межами Землі існують, вони не бажають відвідати її через невиправдано великі витрати ресурсів або небезпеку. Щодо радіозв'язку, розв'язання парадоксу Фермі перегукується з розв'язанням фотометричного парадоксу: позаземні цивілізації надто далекі та молоді, тому їхні радіосигнали поки що не фіксуються на нашій планеті. А враховуючи розширення Всесвіту, можуть ніколи не фіксуватися. За новітніми оцінками, людству, щоб лишити беззаперечні докази свого існування, потрібно буде транслювати радіосигнали близько 400 тис. років.

### Винятковість Землі

Навіть при схожих розмірах і орбіті, землеподібна планета може мати зовсім інший клімат

Рівняння Дрейка передбачає, що планет, аналогічних Землі, у Всесвіті велика кількість. Проте рівняння може не враховувати того, що виникнення розумного життя на Землі сталося через малоймовірний збіг багатьох факторів. Тобто, Земля є виключенням з правила і було б хибно вважати, що де-небудь у спостережуваному Всесвіті існують планети з подібними умовами.
Спіральні рукави Галактики містять багато наднових зір, спалахи котрих, як вважається, роблять вищі форми білкового життя неможливими. Наша Сонячна система розташована на дуже особливій орбіті всередині Чумацького Шляху: вона є майже ідеальним колом, на такій відстані від центру галактики, що вона рухається з такою ж швидкістю, як і гравітаційні ударні хвилі, що формують спіральні рукави. Земля перебувала між спіральними витками галактики протягом сотень мільйонів років, або понад тридцять повних галактичних обертів, тобто практично весь час, що на Землі існують вищі форми життя.
Іншим необхідним елементом є Місяць. Гіпотеза велетенського зіткнення стверджує, що він сформувався внаслідок рідкісного зіткнення молодої Землі з протопланетою розміром із Марс, приблизно 4450 мільйонів років тому. Зіткнення мало статися під сприятливим кутом: ближчий до прямого кут знищив би Землю, а за пологішого кута інша планета просто б зрикошетила від Землі. Припливи, спричинені Місяцем, стабілізували земну вісь: без впливу Місяця її коливання (прецесія) були б набагато більшими, та спричиняли б різкі зміни клімату, потенційно придушуючи життя на Землі. Місячні припливи ймовірно розігріли земне ядро, котре має бути розплавленим, щоб генерувати магнітне поле, котре захищає планету від сонячного вітру.
Прихильники протилежної точки зору стверджують, що наполягання на унікальності земних умов для існування життя свідчить про відсутність уяви, оскільки виключає з розгляду форми життя, принципово відмінні від земних (див. вуглецевий шовінізм).

### Великий фільтр
Гіпотеза Великого фільтру припускає, що для виходу в космос життя повинне пройти декілька етапів, на кожному з яких розвиток затримують природні закономірності, внутрішня конкуренція чи конфлікти між космічними цивілізаціями. На більшості планет, де виникає життя, можуть не скластися умови для виникнення його багатоклітинних форм, цивілізації можуть деградувати чи самознищуватися через війни на рідній планеті, а також приховувати своє існування, побоюючись знищення своїми космічними сусідами. Крім того, гіпотеза Великого Фільтру вказує на можливість періодичних природних катаклізмів галактичного масштабу, котрі роблять появу розумного життя малоймовірним.
Те, що на Землі існує людство, може розглядатися оптимістично — як свідчення того, що життя на нашій планеті подолало Великий фільтр і люди одні з небагатьох або узагалі єдині поки що розумні істоти у Всесвіті; чи песимістично — бо Великий фільтр іще може бути попереду і не дасть людству вийти в далекий космос або навіть знищить його.

### Хибність розуміння ознак розумного життя

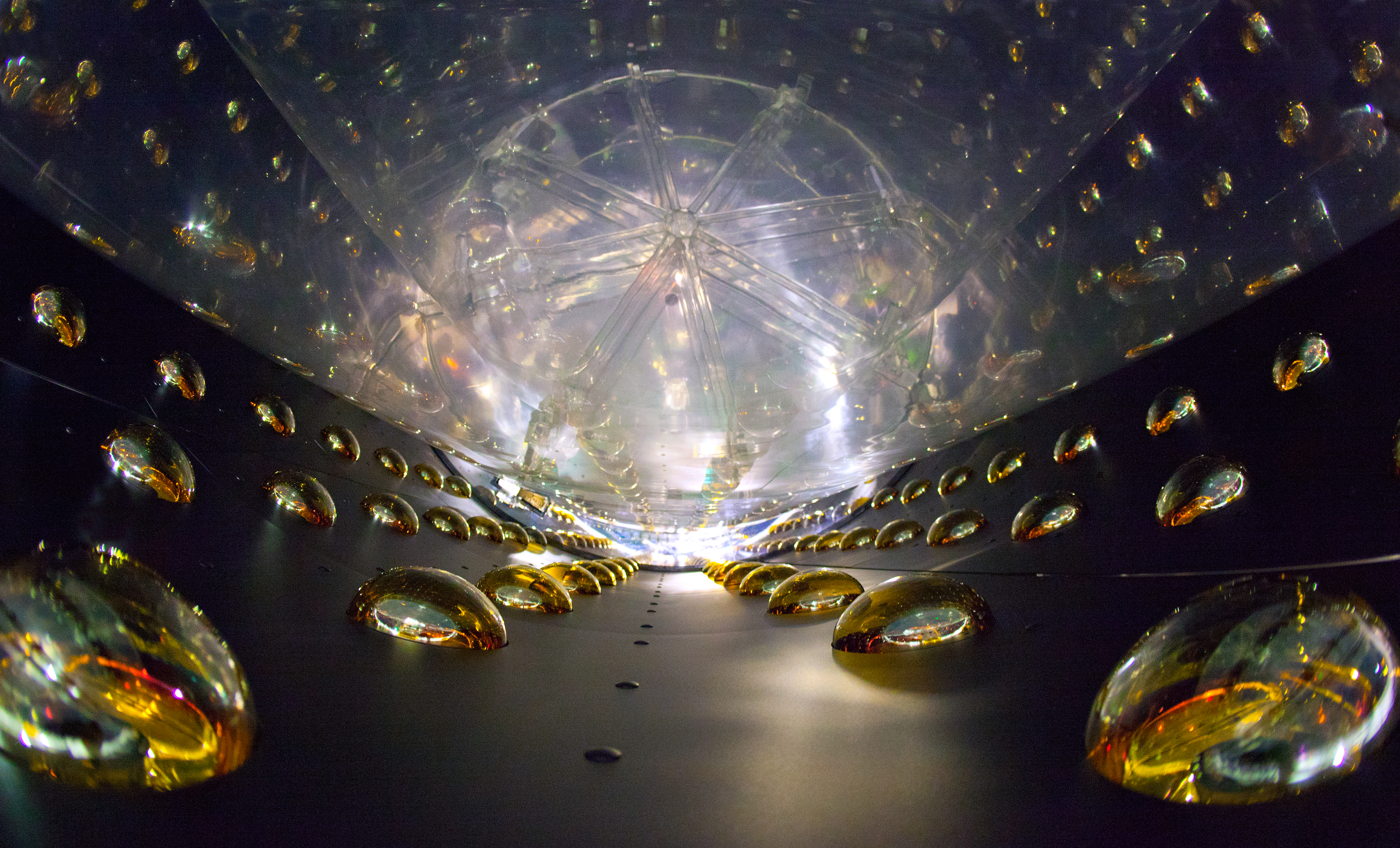
Для виявлення позаземних сигналів можуть бути доречніші не радіотелескопи, а, наприклад, детектори нейтрино

Це пояснення стверджує, що позаземні цивілізації користуються принципово іншими, невідомими людям засобами комунікації, або їхній розвиток відрізняється від людського. Іншопланетяни можуть використовувати засоби зв'язку, відмінні від радіохвиль. Таким чином люди не фіксують ознак існування позаземних цивілізацій або інтерпретують їх як щось інше.
Крім того істоти, що розвивалися б у відмінних від земних умовах, можуть узагалі не цікавитися космосом. Наприклад, цивілізація, що населяє підлідний океан, може не здогадуватися про існування Всесвіту зовні. Люди, можливо, переоцінюють бажання позаземних цивілізацій подорожувати космосом і вступати в контакти з сусідами. Розвинені цивілізації не обов'язково зацікавлені в космічній експансії, натомість у ефективнішому використанні ресурсів рідної планети та життю в віртуальних світах. Інше пояснення полягає в тому, що розвиненим цивілізаціям вигідно бути активними періодично, коли їхні ресурси будуть використані найефективніше. Те, що вони не проявляють себе, свідчить лише про їхню «сплячку».
Опоненти такої позиції вказують, що це може дійсно бути так, але тільки у випадку, якщо існує/існувала дуже нечисленна кількість цивілізацій, і якщо б їх було стільки, скільки прогнозували Саґан та Дрейк, то навіть якщо тільки частина з них використовувала радіо в часі свого розвитку, цього було б достатньо, щоб помітно вплинути на радіоспектр частини зір. Як противага цій ідеї існує позиція, що використання радіохвиль — це порівняно нетривала практика, притаманна молодим цивілізаціям, що змінюється досконалішими, невідомими поки що засобами зв'язку. Деякі дослідники вважають, що розвинені цивілізації могли б використовувати для комунікацій нейтрино. Схожим чином сам космічний етап розвитку цивілізацій може бути нетривалим. Якщо цивілізації виходять у космос, то це триває надто мало, щоби бути поміченим.
Підстави уникати поширення космосом можуть бути й більш філософськими. Наприклад, бажання зберегти Всесвіт недоторканим. Більш того, розвинені цивілізації були б здатні утримувати своїх менш розвинених сусідів від поширення Всесвітом, розцінюючи їхню експансію як вандалізм.

### Ізоляція Землі
Гіпотеза зоопарку стверджує, що розумне позаземне життя існує і не контактує з життям на Землі, щоб забезпечити його природну еволюцію та подальший розвиток. Дослідники з позаземних цивілізацій, можливо, не втручаються в життя на Землі й обмежуються прихованим спостереженням за його розвитком, що схоже на спостереження людей за тваринами у зоопарку.
Гіпотеза планетарію пояснює парадокс Фермі тим, що весь спостережуваний Усесвіт — віртуальна симуляція, зумисне створена якимось розумом так, щоби Всесвіт виглядав для людей ненаселеним.

### Приховування контактів
Гіпотеза змови пропонує, що уряди земних держав або впливові організації мають докази існування позаземних цивілізацій та навіть можуть контактувати з ними, але приховують це від громадськості. Таку реакцію можна пояснити міркуваннями безпеки чи економічними інтересами від потенційного використання позаземних технологій. Виявлення позаземного радіосигналу або технології цілком може бути найбільш секретною інформацією.
З іншого боку імовірне і прагнення позаземних розумних істот приховувати своє існування. Така діяльність пояснюється зумисним уникненням контактів, які можуть нашкодити людям, або побічним наслідком життя цивілізації. Так, Фрімен Дайсон популяризував концепцію сфери Дайсона — оболонки навколо зорі, котра може бути створена розвиненою цивілізацією, що бажає максимально повно використати енергію випромінювання світила. Така сфера поглинала б більшу частину видимого випромінювання зорі.

## Інтернет-ресурси
- Ці парадокси зводять вчених з розуму!